# Wijshagen
Wijshagen (Limburgs: Wiesjage) is een dorp in de Belgische provincie Limburg en een deelgemeente van Oudsbergen. Buiten de eigenlijke dorpskom zijn er ook nog enkele gehuchten: Plokrooi, Zoetebeek en De Rieten. Tot 1971 was Wijshagen een zelfstandige gemeente, en tot 1977 behoorde het tot de toenmalige gemeente Meeuwen. Wijshagen ligt in de Limburgse Kempen.
Het grondgebied van Wijshagen had een merkwaardige, langgerekte vorm. Op zijn smalst bedroeg de afstand tot de aangrenzende gemeenten Meeuwen en Gruitrode slechts 100 meter.

## Toponymie
De naam Wijshagen duikt voor het eerst op in 1157 als Wishach. Het woord wis betekent weide (vergelijk du:Wiese) en hach heeft betrekking op haag, omtuining.

## Geschiedenis
Archeologische vondsten getuigen van bewoning tijdens het neolithicum. Uit de voorromeinse tijd werden urnen en graven gevonden, de laatste uit ongeveer 450 v.Chr. Uit de Romeinse tijd zijn bronzen beelden van de keizers Trajanus en Commodus gevonden, alsook graven, cultusplaatsen en munten.
Tijdens de Middeleeuwen behoorde Wijshagen tot het domein van de Graven van Loon, en na 1366 behoorde het tot de Bisschoppelijke Tafel van Luik. De parochie werd waarschijnlijk gesticht door het kapittel van de Onze-Lieve-Vrouwekerk te Maastricht. Het patronaatsrecht kwam later aan de Abdij van Herkenrode, welke ook het domein van de Donderslaghoeve bezat.
Wijshagen is altijd een klein landbouwdorp gebleven, maar vanaf 1920 kwamen er ook arbeiders van de zich ontwikkelende steenkoolmijnen wonen, waardoor de bevolking sterk toenam. Tegenwoordig wonen er veel forenzen die in de nabijgelegen bedrijven werkzaam zijn.

## Demografische ontwikkeling
- Bronnen:NIS, Opm:1831 tot en met 1970=volkstellingen; 1976 = inwoneraantal op 31 december

## Bezienswaardigheden

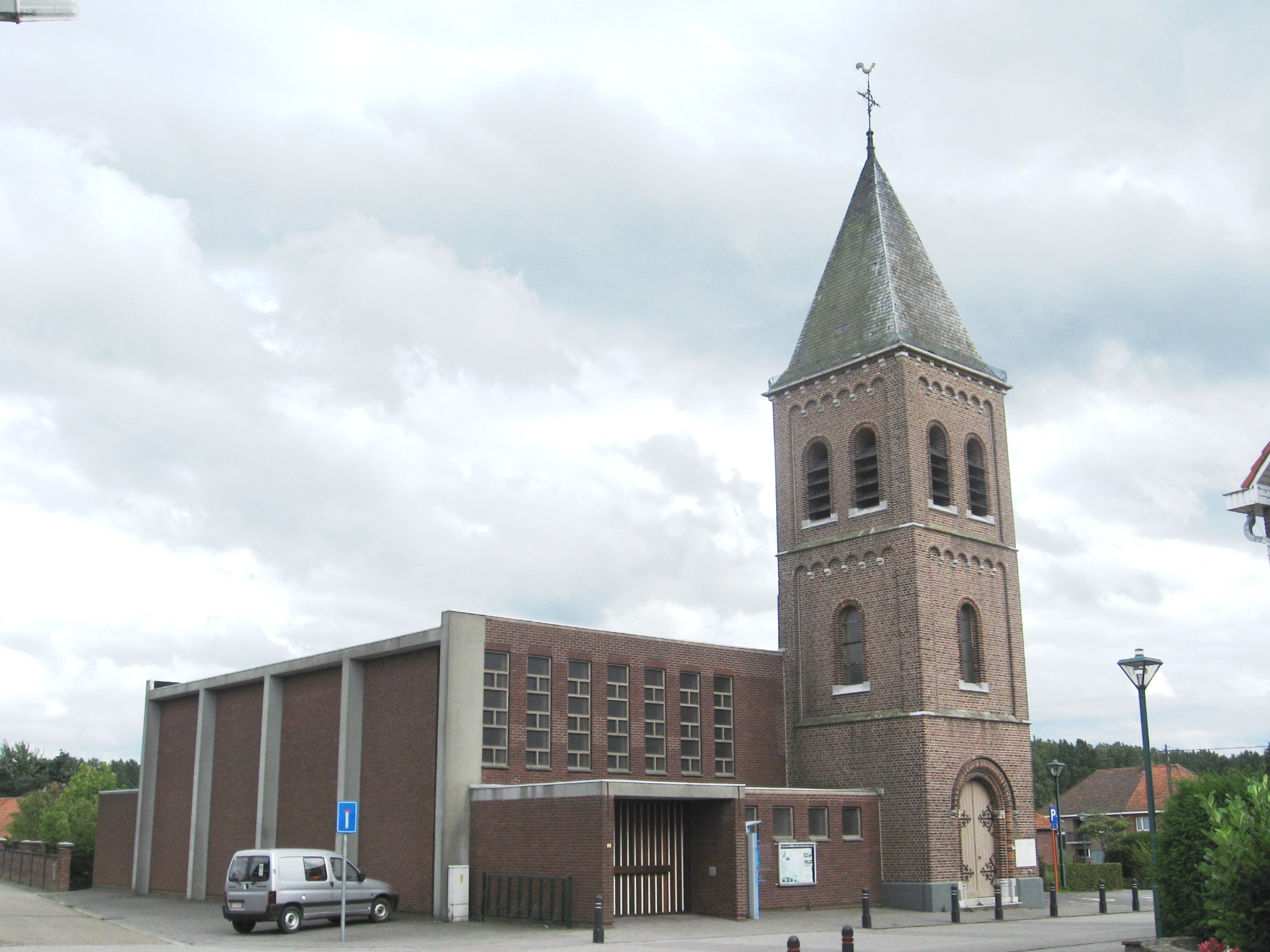
De Onze-Lieve-Vrouw-Tenhemelopnemingskerk

- De Onze-Lieve-Vrouw-ten-Hemelopnemingkerk is neoromaans en werd gebouwd in 1887-1888. Er is een romaanse doopvont (11de of 12de eeuw) en er zijn ook laatgotische beelden (15de-16de eeuw). Van de kerk zoals ze in 1887-1888 gebouwd is, blijft nu alleen de toren over. In 1968 heeft men de kerk uitgebreid. Van de kerktoren van voor 1887 staat een kopie in het Domein Bokrijk.
- Het Archeologisch park de Rieten, in het gehucht De Rieten, met prehistorische en Romeinse vondsten, waaronder een emmer waarvan een vergrote replica te bezichtigen is bij de Wijshagense kerk.

## Natuur en landschap
Wijshagen ligt op het Kempens Plateau op een hoogte van ongeveer 70 meter. Ten oosten van Wijshagen stroomt de Wijshagerbeek in noordoostelijke richting. Deze ontspringt iets ten zuiden van Wijshagen. Plokrooi ligt parallel aan de vallei van de Abeek. De omgeving van Wijshagen werd voorheen gekenmerkt door beemden langs de beken, dan de bebouwing aan de rand van de valleien, vervolgens de akkers, en verder weg de heidevelden, welke in 1844 nog 73% van het grondgebied omvatten. Vanaf midden 19e eeuw kwamen deze gemeenschappelijke gronden in particuliere handen en werden deels ontgonnen. Er werden bossen aangeplant en landbouwgebieden ingericht. Een aanzienlijk aantal heiderestanten is gebleven, met name de Donderslagse Heide, waar ook de Abeek haar brongebied heeft, en welke tegenwoordig grotendeels als militair oefenterrein wordt gebruikt. Daarnaast bevat het gebied 228 ha loof- en naaldbos, onder meer in het Domein Donderslag.
In de loop van de 20e eeuw ging de landbouw over op intensieve veeteelt en rundveehouderij.

## Sport
- Voetbalclub Heidebloem Wijshagen is sinds 1966 aangesloten bij de KBVB en speelt in de provinciale reeksen. De kleuren van de ploeg zijn paars-wit.
- KLJ is sinds 1911 aanwezig in Wijshagen. Tegenwoordig is de beweging opgesplitst in een jongens- en meisjesvereniging.
- Wijshagen heeft een fit-o-meter.

## Nabijgelegen kernen
Zwartberg, Meeuwen, Ellikom, Bree, Gruitrode